# 7079 Baghdad
För andra betydelser, se Bagdad (olika betydelser).
7079 Bagdad eller 1986 RR är en asteroid i huvudbältet som upptäcktes den 5 september 1986 av den belgiske astronomen Eric W. Elst och den bulgariska astronomen Violeta G. Ivanova vid Rozhen-observatoriet. Den är uppkallad efter den irakiska huvudstaden Bagdad.